# Święty

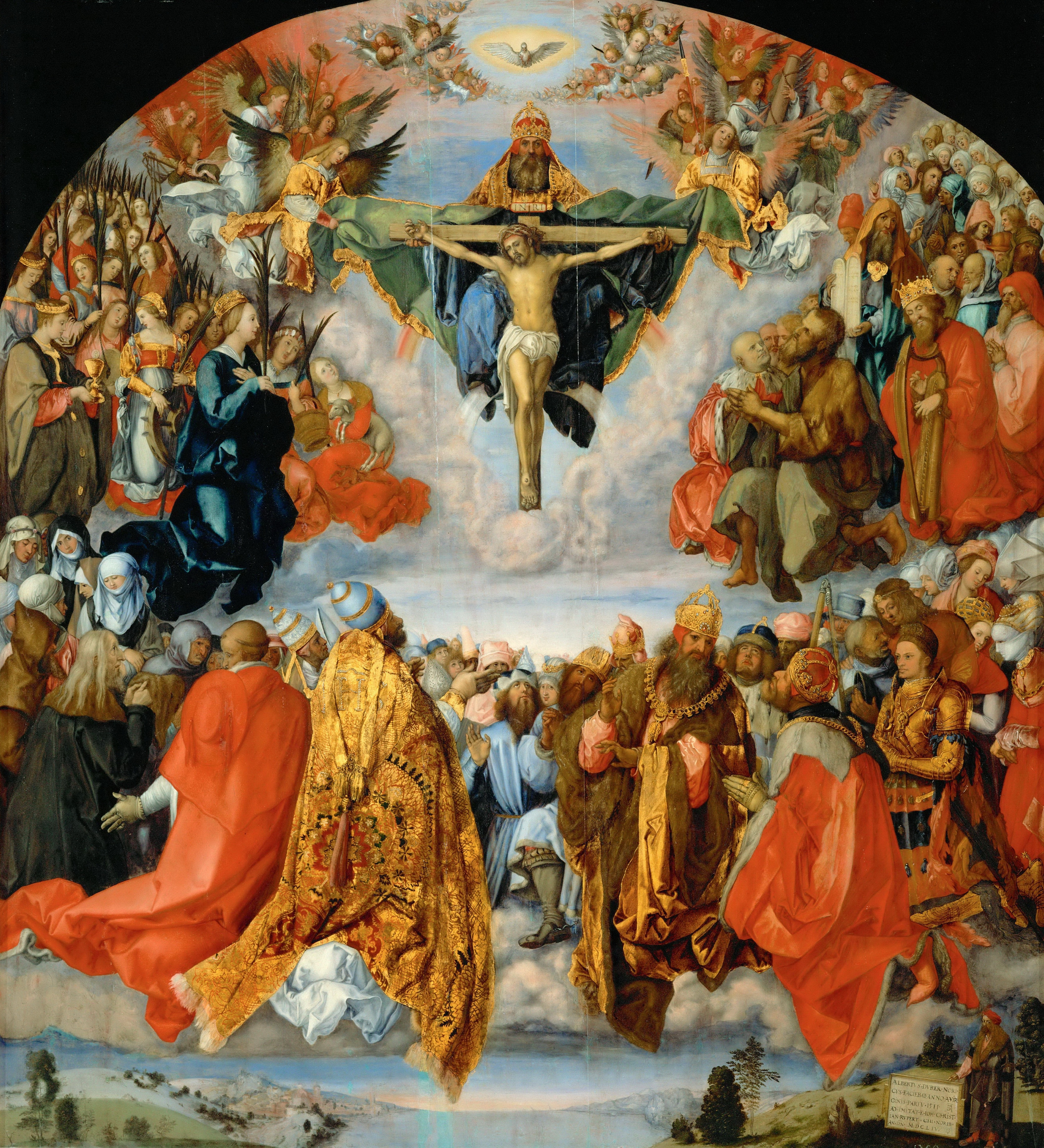
Komunia świętych i archaniołów w Niebie, obraz Albrechta Dürera

Święty (hebr. qodesz lub kodesz oznacza „oddzielony”) – stosowane przez chrześcijan określenie człowieka, który „przebywa z Bogiem w niebie”. W Nowym Testamencie słowo święty lub święci używane jest pod adresem wszystkich wierzących w śmierć i zmartwychwstanie Jezusa. To pojęcie występuje również w innych religiach.

## Chrześcijaństwo

### W Biblii
Pojęcie „świętego” w Biblii odnoszone jest często do żyjącej osoby, która postępuje zgodnie z przykazaniami Boga i trzyma się z daleka od wszystkich ziemskich, grzesznych praktyk i przyjemności. Święty to ten, który poszedł za Chrystusem i jest już zbawiony. 
Hebrajskie słowo „święty” oznacza oddzielony i ma ono w Biblii dwa aspekty: oddzielenie od czegoś i oddzielenie dla czegoś. Najprościej mówiąc jest to oddzielenie od grzechu dla Boga. W Nowym Testamencie pojęcie świętych jako chrześcijan pojawia się wielokrotnie, m.in. w: Dz 9, 32, 41; Rz 1, 7; 12, 13; 1 Kor 16, 1; 2 Kor 1,1.

### Katolicyzm

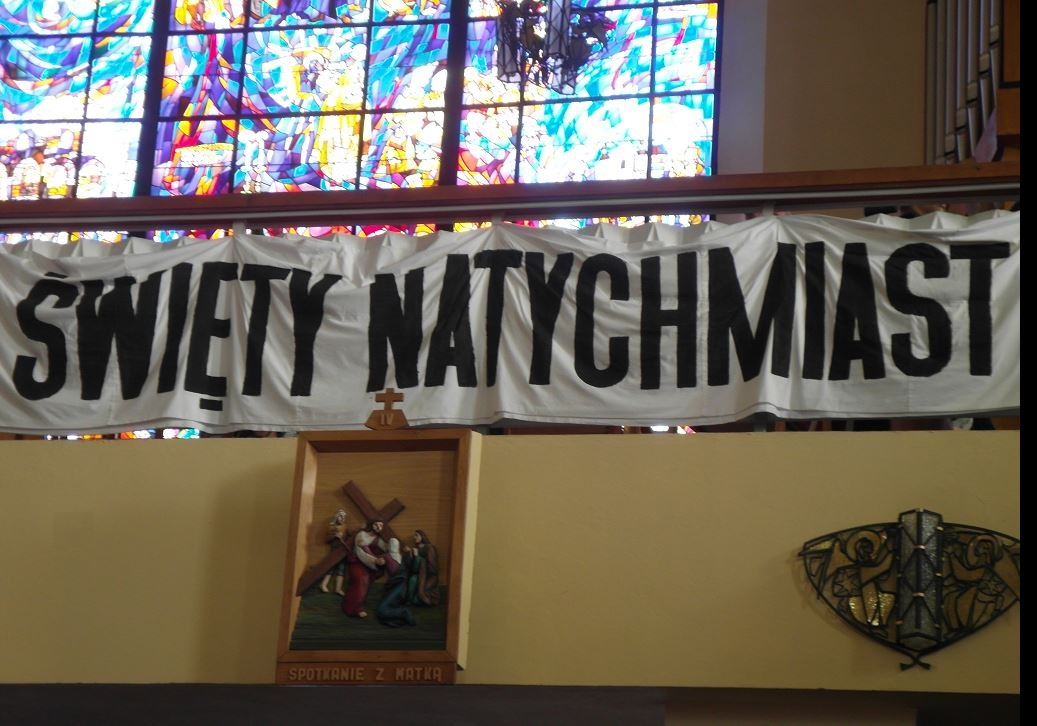
Transparent „Święty natychmiast”, który zawisł podczas uroczystości pogrzebowych ks. Michała Józefczyka

Kościół nadaje tytuł świętego osobie, która w sposób wybitny realizowała wypływające z wiary wartości i po śmierci była otaczana przez innych kultem. W tym wypadku święci często pełnią funkcję wzorca osobowego. Mianem świętego określa się zazwyczaj męczenników za wiarę, mistyków, ludzi o wielkiej pobożności, często założycieli bractw religijnych i zakonów, ale też kapłanów, filozofów i osoby świeckie.
Oprócz znaczenia biblijnego, określenia „święty” używa się wobec:
1. Osoby zmarłej, która po śmierci przebywa w niebie.
2. Osoby kanonizowanej (tytuł) – ogłoszonej świętą. Pozwala się na jej powszechny kult w całym Kościele katolickim.

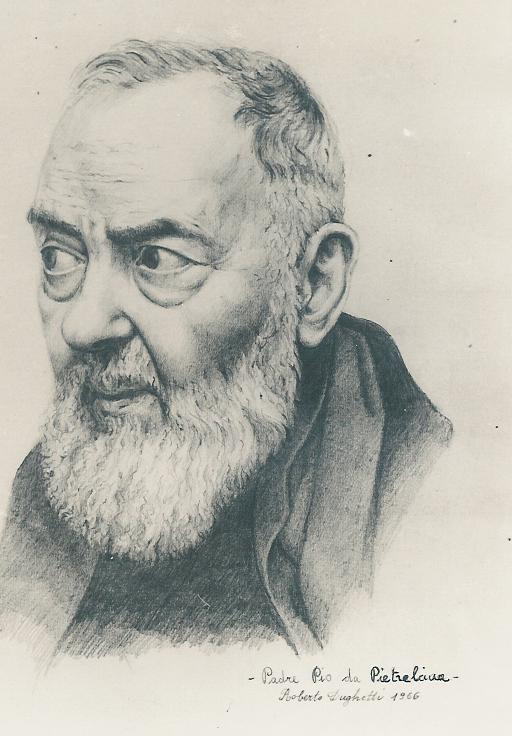
Święty Ojciec Pio

We wczesnym chrześcijaństwie świętość przypisywana była przez tradycję religijną, np. wszyscy męczennicy od razu po śmierci byli uznawani za świętych. Z czasem wypracowano szczegółowe normy dotyczące ogłoszenia danej osoby świętą. Obecnie obowiązujące zasady określa konstytucja apostolska Divinus perfectionis Magister z 1983 roku.
Oficjalne uznanie za świętego w Kościele katolickim poprzedza skomplikowany proces kanonizacyjny, który może rozpocząć się dopiero po beatyfikacji danej osoby. Święty musi odznaczać się cnotami heroicznymi, a także za jego przyczyną musiał się wydarzyć cud (czyli zjawisko o charakterze nadprzyrodzonym) uznany przez Kościół. Do kanonizacji wymaga się jednego cudu, który nastąpił po beatyfikacji. 
Kult świętych związany jest z przekonaniem, że mogą oni wstawiać się za wiernymi u Boga – są orędownikami u Boga, patronami zawodów, miast, grup społecznych. Zbudowano liczne sanktuaria ku czci świętych. W niektórych krajach często powierza im się patronat nad miastami, kościołami, instytucjami, grupami zawodowymi itp. Do świętych zaliczani są również aniołowie (np. Święty Michał Archanioł). Cnoty świętych przedstawiane są jako przykład do naśladowania.
Kościół katolicki nie zna imion wszystkich świętych w pierwszym znaczeniu. Wszyscy święci, znani i nieznani, wspominani są w uroczystość Wszystkich Świętych – 1 listopada.
Osoba, która została uznana przez Kościół za świętą, będzie czczona już zawsze. Niemożliwa bowiem jest dekanonizacja.

### Prawosławie
Zgodnie z postanowieniami VII Soboru Powszechnego w Nicei (rok 787) prawosławni oddają cześć świętym, przede wszystkim ich relikwiom, jako przebóstwionym ciałom świętych, oraz przedstawiającym ich ikonom.
Święci Kościoła prawosławnego ogłaszani są przez Święty Sobór Biskupów Kościoła lokalnego (w Polsce – Święty Sobór Biskupów Polskiego Autokefalicznego Kościoła Prawosławnego) poprzez kanonizację, a następnie decyzją władz pozostałych Kościołów lokalnych włączani do grona świętych, czczonych w tychże Kościołach.

### Protestantyzm
W protestantyzmie określenie „święty” ogólnie mówiąc odnosi się do każdego, kto jest chrześcijaninem. W ujęciu protestanckim tak miał rozumieć to określenie Paweł z Tarsu w Nowym Testamencie. W tym sensie każdy, kto jest częścią Ciała Chrystusa, czyli wyznania chrześcijańskiego, jest „święty” ze względu na swój związek z Chrystusem. Modlitwy do świętych oraz ich wstawiennictwo są uznane za bezpodstawne i nieskuteczne.
Luteranizm ponadto uznaje i szanuje konkretnych świętych, w tym niektórych uznanych przez Kościół katolicki. Są to osoby, które otrzymały wyjątkową łaskę od Boga, były wspierane przez wiarę, a których dokonania były dobre i mogą stanowić wzór dla każdego chrześcijanina. Chociaż modlitwy do świętych i ich wstawiennictwo są odrzucane, to luteranie wierzą, że święci modlą się za Kościół chrześcijański. Kościoły luterańskie posiadają kalendarz liturgiczny, który wymienia dni, upamiętniające różnych świętych. Takie upamiętnienie ma być: podziękowaniem Bogu za Jego miłosierdzie, wzmocnieniem wiary wyznawców i okazją do naśladowania wiary i innych cnót świętych.

### Anglikanizm
Anglikanizm tytuł „świętego” odnosi do osoby, która w powszechnej opinii była pobożna i święta. Święci przebywają w niebie i są wzorami do naśladowania, „świadkami wiary”, umacniającymi wiarę wyznawców. 
Ogólnie anglikanizm uznaje, że jedynym skutecznym pośrednikiem między wierzącym a Bogiem w zakresie odkupienia i zbawienia, jest Syn Boży, Jezus Chrystus. Jednak anglokatolicyzm i Kościół Wysoki (High Church) stosują oficjalne uznanie i potwierdzenie świętości danej osoby, jak również modlitwy do świętych (praktyka ta jest ogólnie odrzucana w anglikanizmie).
Anglikanizm wprowadził rozróżnienie pomiędzy wstawiennictwem świętych (uznawanym za skuteczne i potrzebne) oraz wezwaniem świętych (uznawanym za błędne i niepotrzebne), co oznacza: „proszenie świętych o modlitwę z nimi i w ich imieniu, lecz nie modlenie się do świętych”. W anglikanizmie istnieje kalendarz liturgiczny z wykazem dni ku czci świętych (wyznawców i męczenników). Jest wśród nich wielu świętych katolickich (również tych, którzy w 1954 r. zostali usunięci z rzymskokatolickiego kalendarza liturgicznego), a także liczne inne osoby, wyróżniające się heroicznością cnót i wiary.

### Antytrynitaryzm
- Świadkowie Jehowy uznają istnienie świętych w niebie (za świętych uznawani są np. Maria, matka Jezusa i apostołowie), ale odrzucają wzywanie i wstawiennictwo świętych; brak też jakiegokolwiek kultu świętych[5][6].

- Mormoni rozumieją świętość danej osoby podobnie jak protestanci, z tą różnicą, że za świętych uznają przede wszystkim mormonów, jako wybranych przez Boga odnowicieli Kościoła[7].

## Islam
Islam sunnicki to religia rygorystycznie monoteistyczna, zakazująca jakiejkolwiek afiliacji ludzi z Allahem. W związku z tym odrzuca pojęcie świętości. Jednak również w tym odłamie islamu rozwinęła się popularna wiara w świętych ludzi, którzy są uznawani za obdarzonych charyzmatycznymi mocami (karāmāt), pozwalającymi im np. przemieścić się cudownie z jednego miejsca do drugiego; posiadać władzę nad zwierzętami, roślinami i chmurami, itp. Prorok Mahomet zaprzeczał istnieniu świętych, ale popularna religijność mas „kanonizowała” świętych mężów, jeszcze za ich życia. Gdy zmarli, na ich grobach budowano mauzolea, które stały się celem popularnych pielgrzymek, w celu uzyskania pomocy i błogosławieństwa świętego.
W szyizmie istnieje kult świętych z rodziny Mahometa (Ahl al-Bajt), a w szczególności kult Alego, uznawanego za pierwszego imama. Alemu nadaje się tytuły takie jak:
- Książę wiernych (Amir ul-Muʾminin أمير المؤمنين)
- Ojciec Ziemi (Abū Turāb أﺑﻮ تراب)
- Lew Boży (Asadullāh أسدﷲ)[9]

Kult świętych jest rozpowszechniony również w sufizmie, gdzie wierzy się, iż Przyjaciele Allaha (Aulijaʾ أولياء) tworzą tajemny rząd świata. Święci ci mogą czynić cuda, dorównujące cudom Mahometa. W krajach, gdzie sufizm jest szczególnie rozpowszechniony, na przykład w Pakistanie i Czeczenii, odbywają się uroczystości ku czci sufickich świętych, przypominające pod wieloma względami odpusty katolickie.

## Judaizm
W tradycji żydowskiej istnieją dwa rodzaje świętości:
- ḥasidut jest wzniosłym, najwyższym rodzajem świętości, niezwiązanej z Prawem mojżeszowym. Ten typ świętości jest cechą Boga.
- ḳedushah jest częścią Prawa mojżeszowego i polega na szczególnym, ponadprzeciętnym jego przestrzeganiu. Ten typ świętości dotyczy ludzi, którzy dodatkowo muszą wyróżniać się wysokim poziomem wiedzy religijnej. Osiągnąć świętość (czyli najwyższą doskonałość) można przez kolejne etapy, takie jak: studiowanie Prawa, zapał, czystość rytualną, indywidualizm, czystość moralną, skromność, strach przed grzechem, inspirację i moc, aby w końcowym i najwyższym stadium osiągnąć zdolność wskrzeszania zmarłych mocą Bożą[11].

Świętymi w judaizmie są wybitni teologowie i nauczyciele religijni, tacy jak np. Hillel Starszy, Samuel ha-Ḳaṭan (jego uczeń), Juda ben Baba (męczennik) i Juda ben Ilai.
Chasydyzm za świętych uznaje cadyków, takich jak np. Elimelech z Leżajska. Panuje przekonanie, że również po śmierci mogą oni swoją mocą duchową spełniać prośby i obdarzać łaskami. Stąd pochodzi zwyczaj odwiedzania ich grobów, szczególnie w określone dni lub święta, aby modlitwą lub pisemną prośbą uzyskać ich łaski.

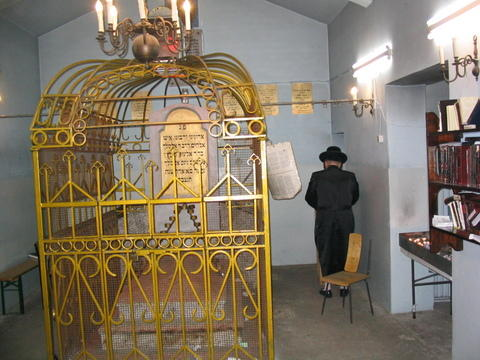
Wnętrze ohelu cadyka Elimelecha w Leżajsku

Podobną czcią otaczano już w starożytności patriarchów narodu żydowskiego takich jak Abraham, Izaak i Jakub. Ich imiona wymieniane są w modlitwach do Boga, a ich groby do dzisiaj są odwiedzane i zanoszone są tam prośby o łaski od Boga.

## Konfucjanizm
W konfucjanizmie świętość polega na etycznej doskonałości, która poprzez praktykę ideałów etycznych tworzyła kontakt z niebem. Sam Konfucjusz był przykładem człowieka, który został po raz pierwszy uznany za świętego, dla jego głębokiej mądrości i sumiennego przestrzegania nakazów etycznych i był nawet uważany za „więcej niż człowieka.” W czasie panowania dynastii Han (206 p.n.e.-220 n.e.) Konfucjusz został podniesiony do rangi „idealnego mędrca”, a cesarze składali ofiary w jego świątyni. W 1906 r. Konfucjuszowi nadano tytuł „Pan Nieba”.

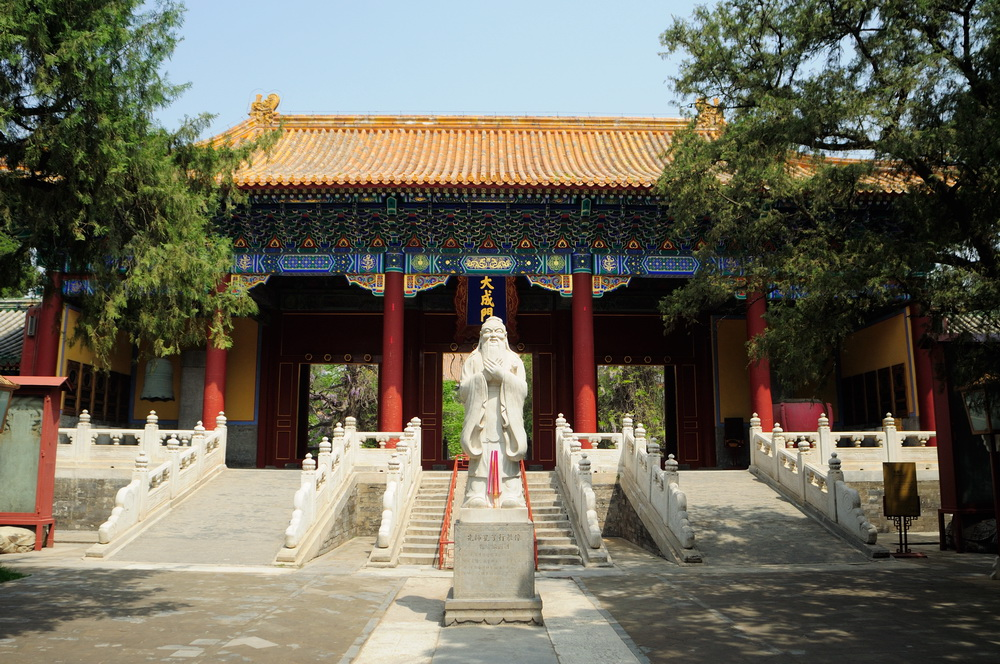
Świątynia Konfucjusza w Pekinie

## Taoizm
Taoizm jest zorientowany w stronę świętości, która oznacza pozbawione wszelkich uczuć i emocji osiągnięcie jedności z Absolutem. Istnieje też pojęcie zhenren, czyli „czystych ludzi z dawnych czasów”.

## Shintō
Shintō, pierwotna religia japońska, nie kreuje świętych na podstawie standardów doskonałości etycznej. Według shintō każdy człowiek po śmierci staje się kami, nadprzyrodzoną istotą, która bierze udział w życiu społeczności, narodu i rodziny. Dobrzy ludzie stają się dobrymi i pożytecznymi kami, źli ludzie stają się kami szkodliwymi. Shintō posiada sanktuaria, w których czczeni są mityczni święci, tacy jak np. Ōkuninushi i karzeł Sukunabikona, uważani za odkrywców i patronów medycyny, magii i sztuki gotowania ryżu.

## Buddyzm
- Buddyzm Theravada uznaje za świętych (arhatów) tych mnichów buddyjskich, którzy osiągnęli nirwanę. Budda jest uznawany za pierwszego buddyjskiego świętego. Po nim za świętych zostali uznani jego liczni uczniowie (mężczyźni i kobiety)[8].

- Buddyzm Mahajana, odrzucił naukę Theravady, że tylko mnisi mogą osiągnąć wyzwolenie z sansary. Mahajana uznaje siebie za drogę do wyzwolenia wszystkich ludzi, niezależnie od ich pozycji społecznej. Święci mają przebywać w nieziemskim raju jako buddowie niebiańscy (którzy osiągnęli nirwanę w przeszłych światach) i bodhisattwowie (buddowie przyszłości). Obie te kategorie świętych mają możliwość udzielania ze współczucia łask innym istotom, tak że wyzwolenie nie zależy wyłącznie od surowych zakonnych praktyk buddyjskich, ale od wiary i ufności w łaskę świętych[8].

- Buddyzm Wadżrajana, oparty głównie o system magicznych i ezoterycznych praktyk tantrycznych, czci niezliczonych świętych, nie tylko zmarłych, lecz również żyjących (którzy są uważani za inkarnacje (tulku) świętych uczonych z przeszłości, za bóstwa lub demony). Do tej ostatniej kategorii świętych należy Dalajlama, uważany za inkarnację bodhisattwy miłosierdzia Awalokiteśwary[8].

## Dżinizm
Dżinizm czci 24 tirthankarów (proroków lub głosicieli wyzwolenia z sansary), którzy są czczeni jako święci w świątyniach, zawierających ich wizerunki. Kult świętego ma oczyszczać wyznawcę moralnie.

## Hinduizm
W hinduizmie nie istnieje formalny proces kanonizacyjny. Dlatego co do niektórych świętych nie ma wśród hinduistów zgodności, czy są świętymi. Za świętych hinduiści ogólnie uważają osoby pobożne, które odznaczają się zaletami, czynią dobro i najczęściej są joginami i dokonują cudów. Imiona, pod jakimi święci są znani, poprzedzane są często tytułem Śri, rzadziej też Śrila, a także Paramahamsa czy Mahatma (co oznacza wielka dusza). Do ich imion dodaje się także czasem określenie Baba (co oznacza czcigodny ojciec) lub Babadźi (jako wyraz szacunku) czy też Maharadż czy Maharadżi.
Hinduscy asceci zawsze byli obiektem powszechnej czci, tak samo jak sadhu („święci” lub „dobrzy”) oraz jogini, a pojęcie avatara (idea wcielenia boskiej istoty w człowieka) służy jako wyjaśnienie istnienia tych świętych. Za pomocą tej koncepcji hinduizm uznaje żyjących i zmarłych świętych za wcielenia bóstwa; w ten sposób włącza też świętych z innych religii do panteonu wiary hinduistycznej. Budda, na przykład, jest uważany przez niektórych hinduistów za avatara boga Wisznu, a Ramakryszna Paramahansa jest uważany za avatara boga Śiwy.